# Commande vectorielle
Pour les articles homonymes, voir FOC.

Exemple de commande vectorielle d'un moteur triphasé, où l'angle de Park (la position du rotor) est mesuré par un capteur à effet Hall

La commande vectorielle, aussi appelée commande à flux orienté (field-oriented control en anglais), est une méthode de commande des variateurs de vitesse électrique dans laquelle les courants statoriques triphasés d'un moteur électrique à courants alternatifs sont transformés en deux composantes orthogonales qui peuvent être considérées comme étant des vecteurs. Le premier vecteur permet le réglage du flux magnétique du moteur, tandis que le second règle le couple. Ils sont alors décorrélés et le fonctionnement devient alors similaire à celui d'un moteur à courant continu.
Il existe plusieurs variantes. Dans une variante, un premier régulateur PI dit 'de vitesse', permet d'estimer à partir de la consigne de vitesse, la consigne de couple (car le couple de charge est en général inconnu)(ce régulateur n'est pas représenté sur la figure). En fonction de différents critères on peut calculer ou choisir le flux, qui combiné au couple permet de calculer les consignes de courant. Deux régulateurs PI, dit 'de courant', servent à maintenir les composantes courants aux valeurs demandées en générant la tension à produire (en fait deux, une par composante 'dq'). La modulation de largeur d'impulsion (MLI) génère enfin la tension demandée. Pour ce faire, elle gère la commutation des transistors du variateur de vitesse électrique.
La commande vectorielle est utilisée pour les machines synchrones et asynchrones, ainsi que pour les onduleurs en général, par exemple dans le cas des installations haute tension à courant continu. Elle a été conçue au départ pour des applications demandant de bonnes performances de la part du moteur : fonctionnement régulier sur toute la plage de vitesse, couple maximal à vitesse nulle, bonnes performances dynamiques combinés à des accélérations et décélérations rapide. La technique s'est toutefois démocratisée car elle permet également de réduire la taille du moteur utilisé dans un système (nouveaux moteur « brushless »), et donc son coût, ainsi que sa consommation électrique.

## Histoire

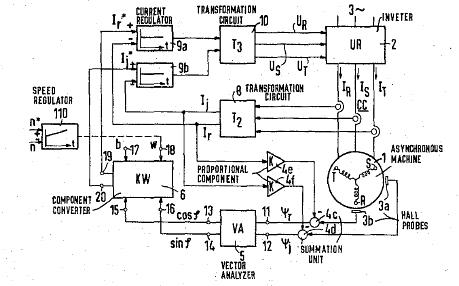
Schéma bloc du brevet de 1971 déposé par Blaschke

K. Hasse, de l'université de Darmstadt, et F. Blaschke, de l'université technique de Brunswick, sont les pères de la commande vectorielle des moteurs à courant alternatif. Le premier propose la commande vectorielle indirecte en 1968, le second en proposant la commande vectorielle directe en 1971,,. Werner Leonhard, de l'université technique de Brunswick pose les bases de la commande à flux orienté et contribue à rendre les moteurs à courant alternatifs compétitifs face aux moteurs à courant continu,.
Ce n'est cependant qu'avec la commercialisation des microprocesseurs dans le début des années 1980, que la commande des moteurs à courant alternatif se démocratise,. Au départ, la commande à flux orienté est plus coûteuse, plus complexe et moins facile à maintenir que la commande des moteurs à courant continu. En effet, les premières demandaient encore de nombreux capteurs, amplificateurs et autres composants électroniques pour leur fonctionnement.
La transformée de Park est utilisée largement pour analyser et modéliser les machines synchrones et asynchrones. Elle est la clé de voute de la commande à flux orienté. La publication de Robert H. Park de 1929 a d'ailleurs été classée en 2000 comme étant la deuxième en termes d'influence au XXe siècle dans le domaine de l'électronique de puissance,. Son apport principal a été de permettre le remplacement des équations différentielles linéaires par des coefficients constants dans le temps.

## Principe
Par construction, la machine à courant continu produit un champ magnétique statorique toujours perpendiculaire au rotor, la position de ce dernier agissant sur la manière dont le stator est alimenté. La commande vectorielle cherche à reproduire cette configuration dans le cas des machines à courant alternatif, qui sont globalement plus compactes et plus simples à construire,.
Les machines à courant continu à excitation séparée, la vitesse de rotation du moteur {\displaystyle \Omega } et le couple {\displaystyle C} sont découplés. La vitesse de rotation ne dépend que de la force contre-électromotrice {\displaystyle E}, elle-même égale à une constante multipliée par le courant d'excitation ; tandis que le couple ne dépend que du courant {\displaystyle I_{i}} :
- {\displaystyle E=K\cdot \Omega \ =k\cdot I_{e}\cdot \Omega }
- {\displaystyle C=K\cdot I_{i}}

Par rapport à une commande scalaire U/f, elle présente l'intérêt de permettre la commande séparée du couple et du flux, et donc de garder le couple dans une plage définie en toute circonstance.

## Hypothèses d'application
Pour que la transformée de Park simplifie les équations et permette l'utilisation de la commande à flux orienté, il faut que les hypothèses suivantes soient satisfaites :
- le circuit magnétique de la machine n'est pas saturé, autrement dit le flux varie de manière linéaire avec le courant ;
- les pertes par courants de Foucault sont négligées ;
- Les courants, tensions et flux sont sinusoïdales[15] ;
- les réactances de fuites sont indépendantes de la position du rotor. Elles sont homogènes ;
- la machine doit être alimentée, comme on le fait dans la pratique, par un système de tensions triphasées sans neutre. Dans ce cas, la somme des trois courants est forcément nulle et la composante homopolaire est nulle.

## Équations de base
La commande à flux orienté est basée sur la transformée de Park.
Pour une machine triphasée, au stator on peut écrire , :
{\displaystyle [V_{abc}]=[R][i_{abc}]+{\frac {d[\phi _{abc}]}{dt}}}
Où V est la tension, R la résistance, i le courant et {\displaystyle \phi } le flux.
En effectuant une transformée de Park, on obtient un système à 3 équations :
{\displaystyle {\begin{aligned}V_{o}&=R\cdot i_{o}+{\frac {d\phi _{o}}{dt}}=0\\V_{d}&=R\cdot i_{d}+{\frac {d\phi _{d}}{dt}}-{\frac {d\theta }{dt}}\cdot \phi _{q}\\V_{q}&=R\cdot i_{q}+{\frac {d\phi _{q}}{dt}}+{\frac {d\theta }{dt}}\cdot \phi _{d}\\\end{aligned}}}
{\displaystyle \theta } est l'angle de Park.
En multipliant par les courants, on obtient les puissances, dont la puissance active P :
{\displaystyle P_{e}={\frac {d\theta }{dt}}\phi _{d}\cdot i_{q}-{\frac {d\theta }{dt}}\phi _{q}\cdot i_{d}}
Or mécaniquement, on sait que :
{\displaystyle P_{e}=C_{e}\cdot \Omega =C_{e}\cdot {\frac {1}{p}}{\frac {d\theta }{dt}}}
Où {\displaystyle C_{e}} est le couple, {\displaystyle \Omega } la vitesse de rotation du moteur, p le nombre de paires de pôles du moteur.
En simplifiant, on trouve:
{\displaystyle C_{e}=p(\phi _{d}\cdot i_{q}-\phi _{q}\cdot i_{d})}
L'utilisation de la transformée de Park lie le repère au rotor. Il est également possible de lier le repère au stator grâce à la transformée de Clarke. Dans ce cas, les deux composantes sont couplées. Il faut alors remédier à cet effet grâce à un courant de compensation.

## Vue d'ensemble des stratégies de commande
Différentes stratégies de commande existent pour les variateurs de vitesse électrique. L'arbre suivant donne une vue d'ensemble (les abréviations sont en anglais) :
- Variateurs de vitesse électrique, avec ou sans capteurs
  - Commande scalaire
    - Commande U/f

  - Commande vectorielle
    - Commande directe du couple (DTC)
      - Autocommande directe (DSC)
      - Modulation des vecteurs spatiaux (SVC)

    - Commande à flux orienté (FOC)
      - FOC directe
      - FOC indirecte

### Commande à flux orienté directe, indirecte et sans capteur
Les méthodes de commande vectorielle, directe et indirecte, se différencient principalement par la méthode de détermination de l'angle de Park qui représente la phase du flux orientée dans le repère lié au stator.
- Dans la commande indirecte, on mesure la pulsation statorique {\displaystyle \omega _{s}} (via son courant) et la vitesse du rotor {\displaystyle \omega _{r}}. La vitesse du rotor donne par intégration l'angle de Park. Grâce à la connaissance de {\displaystyle \omega _{r}} et {\displaystyle \omega _{s}}, on peut calculer le glissement. Il est nécessaire de connaître de façon précise la position du rotor pour pouvoir déterminer de la même façon la position du flux rotorique. L’estimation du flux rotorique par rapport au rotor se fait en boucle ouverte. Elle sera donc d’autant plus précise que les paramètres utilisés pour son calcul correspondront aux paramètres réels de la machine.
- Dans la commande directe, l'amplitude des flux et l'angle de Park sont déterminés par le calcul directement à partir de la mesure des tensions et des courants[20].

La méthode indirecte est plus courante car elle permet de se passer d'un calculateur ou capteur de flux. De plus, elle fonctionne correctement sur toute la plage de vitesse,,.
La commande sans capteur présente des avantages en termes de coûts et de fiabilité. Elle déduit la vitesse de rotation du rotor et l'amplitude du flux de la mesure des tensions et courants statoriques. Elle requiert pour cela un estimateur en boucle ouverte ou un observateur en boucle fermée.
Le défaut principal de la boucle ouverte est que le couple maximal ne peut être délivré pour une vitesse trop faible, typiquement 0,8 Hz, alors que pour la boucle fermée, celui-ci peut être délivré à l'arrêt.

Schéma de principe de la commande à flux orienté directe. Où {\displaystyle \omega _{r}} est la pulsation du rotor et {\displaystyle \theta _{r}} sa position[25]
Schéma de principe de la commande à flux orienté indirecte. Où {\displaystyle \omega _{g}} est la pulsation de glissement, {\displaystyle \omega _{r}} la pulsation du rotor, I est un intégrateur, {\displaystyle \theta _{r}} la position du rotor[26]
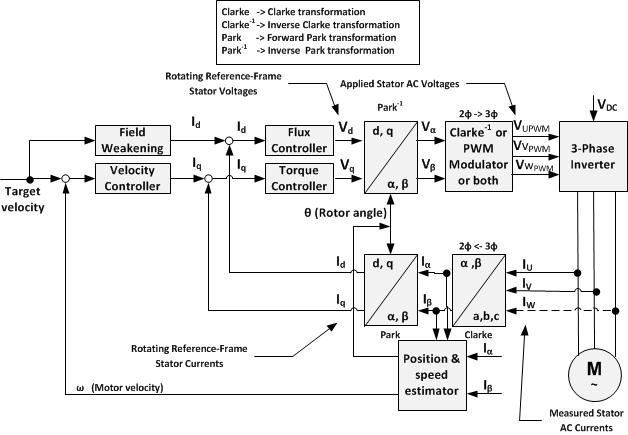
Schéma détaillé de la commande à flux orienté sans capteur[15],

### Modulation à largeur d'amplitude: en source de courant ou de tension
La commande à flux orienté utilise généralement un onduleur à modulation de largeur d'impulsion qui gère donc la commutation des transistors du variateur de vitesse électrique en fonction de la consigne de tension ou de courant qui lui parvient. En effet, l'onduleur peut fonctionner soit en source de tension soit en source de courant. La première a plusieurs défauts : elle requiert un circuit extérieur pour la protection contre les courts-circuits, la montée en tension ({\displaystyle {\frac {dv}{dt}}}) est très brutale, un court-circuit interne peut se produire en cas de tension transitoire à cause d'une mauvaise injection de courant dans la gâchette de l'IGBT.
Dans une commande à flux orientée, la fréquence de commutation est généralement constante.

## Régulation
Des régulateurs PI classiques sont utilisés pour l'asservissement des commandes à flux orientés,. Des filtres passe-bas sont parfois ajoutés, afin d'éviter que les oscillations du courant causées par la commutation des transistors ne soient amplifiées par le régulateur et perturbent la commande. Cet ajout détériore toutefois les performances du système. Dans le cas des variateurs de vitesse à hautes performances, comme les servo-drive, une fréquence de commutation très élevée (typiquement 10 kHz) est requise pour pouvoir se passer de filtres.
Si un régulateur PI est utilisé, la réponse à un échelon peut présenter un dépassement. Ce dépassement peut être réduit par l'utilisation d'un régulateur PID.

## Avantages et inconvénients de la commande vectorielle
La commande vectorielle a les avantages suivants :
- Elle est basée sur le modèle transitoire (traiter les régimes transitoires ce que ne permettait pas de faire le variateur classique)
- Elle est précise et rapide.
- Il y a un contrôle du couple à l’arrêt.
- Le contrôle des grandeurs se fait en amplitude et en phase

Elle a également certains inconvénients :
- Coûteuse (encodeur incrémental ou estimateur de vitesse, DSP). Le processeur doit être capable de calculer l'algorithme environ toutes les millisecondes.
- Faible robustesse aux variations paramétriques et en particulier à celles de la constante de temps rotorique.
- Nécessité d’un modulateur pour la commande rapprochée de l’onduleur qui provoque des retards, surtout à basse fréquence de modulation (grande puissance). Ces retards sont responsables d’une augmentation du temps de réponse en couple, ce qui pénalise les variateurs utilisés en traction.
- Présence de transformations de coordonnées dépendant d’un angle θs estimé.
- La vitesse de rotation intervient explicitement dans l’algorithme de commande. Quand on ne mesure pas cette vitesse (variateur sans capteur de vitesse), les erreurs sur l’estimée de cette vitesse dégradent les performances du variateur.
- De mauvais paramètres entraînent une erreur sur le couple.

Par rapport à la commande directe du couple, l'algorithme de la commande vectorielle doit être calculé moins fréquemment. Le capteur de courant ne doit pas être aussi bon dans le cas de la commande vectorielle que pour une commande directe du couple. La première est donc globalement moins coûteuse que la seconde. Le tableau suivant résume les principales différences entre ces deux méthodes ,,:
| Propriété                                                        | Commande directe du couple                              | Commande vectorielle                                                                                             |
| ---------------------------------------------------------------- | ------------------------------------------------------- | --- |
| Réponse dynamique à un échelon de couple                         | Très rapide                                             | Rapide |
| Système de coordonnée                                            | alpha, beta (statorique)                                | d, q (rotorique)                                                                                                 |
| Comportement en basse vitesse (< 5 % du nominal)                 | Nécessité d'un capteur de vitesse pour freinage continu | Bon avec capteur de position ou de vitesse                                                                       |
| Variables commandées                                             | Couple et flux statorique                               | Flux rotorique, courant statorique iq pour la commande du couple, courant statorique id pour la commande du flux |
| Oscillation des différentes variables                            | Faible (si le capteur de courant est de qualité)        | Faible |
| Paramètre ayant le plus d'influence (en absence de capteur)      | Résistance statorique                                   | Inductances, résistance rotorique                                                                                |
| Paramètre ayant le plus d'influence (en boucle fermée)           | Inductances, flux (à faible vitesse)                    | Inductances, résistance rotorique                                                                                |
| Mesure de la position du rotor                                   | Non requise                                             | Requise (capteur ou estimation)                                                                                  |
| Commande du courant                                              | Non requise                                             | Requise |
| Modulation MLI                                                   | Non requise                                             | Requise |
| Changement de coordonnées                                        | Non requise                                             | Requise |
| Fréquence de commutation                                         | Variable                                                | Constante |
| Pertes par commutation                                           | Très faible (si le capteur de courant est de qualité)   | Faible |
| Bruit                                                            | Grésillement sur un large spectre                       | Bruit à fréquence constante, sifflement                                                                          |
| Régulation                                                       | Vitesse (régulateur PID)                                | Vitesse (régulateur PID), flux rotorique (PI), courant id et iq (PI)                                             |
| Complexité de l'algorithme                                       | Faible                                                  | Grande |
| Intervalle maximum entre deux calculs successifs de l'algorithme | 10-30 microsecondes                                     | 100-500 microsecondes                                                                                            |

Par rapport à la commande scalaire, la commande à flux orienté permet également de réduire la taille du moteur, et donc son coût, ainsi que sa consommation électrique,. À terme, le faible coût des processeurs puissants doit permettre à cette technologie de remplacer totalement la commande scalaire, dite commande U/f.